# 1160-е годы
1160-е (ты́сяча сто шестидеся́тые) го́ды по юлианскому календарю — промежуток времени с 1 января 1160 года по 31 декабря 1169 года, включающий 1160 год 6-го десятилетия   и с 1161 по 1169 годы    7-го десятилетия XII века 2-го тысячелетия.  Они закончились 856 лет назад.

## События
- 1169 — Киев был взят и разграблен Андреем Боголюбским, начало упадка Киевского княжества.

## Родились
- Родился Чингисхан

## Скончались
- Убийство короля Швеции Эрика IX датским претендентом на трон.
- Умер Ибн Кузман — представитель арабо-испанской поэзии.[1]